# Mario Rossello

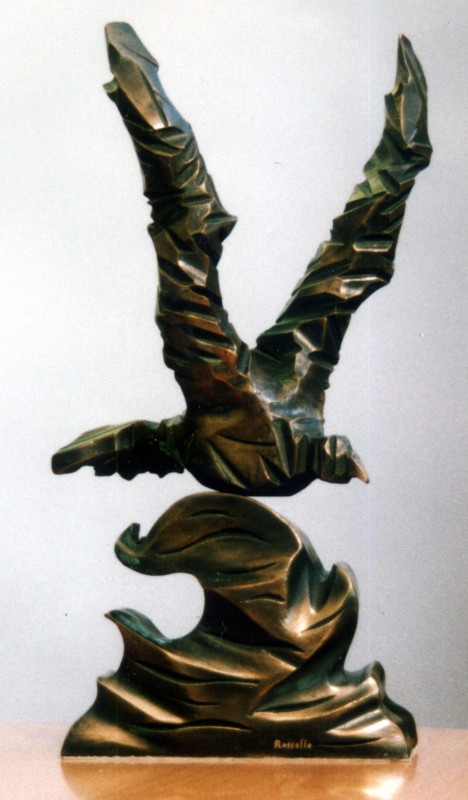
Gabbiano su onda di mare
(Fondazione Cariplo)

Mario Rossello (Savona, 8 dicembre 1927 – Milano, 14 dicembre 2000) è stato un ceramista, pittore e scultore italiano di fama internazionale.

## Biografia
Nato a Savona nel 1927 si forma come ceramista ad Albisola Superiore dove assorbe una tradizione antica di artigianato ed espressione artistica che trovano sintesi ed unità nella materia dipinta e cotta. 
Dopo un inizio figurativo post cubista si avvicina alla pittura astratta, nei primi anni '50 frequenta Milano e i suoi artisti. Partecipa nel 1957 alla mostra presso la Galleria San Fedele di Milano "ARTE NUCLEARE" insieme a Baj, Bemporad, Bertini, Dangelo, Yves Klein, Piero Manzoni, Arnaldo Pomodoro, Giò Pomodoro, Sordini, Verga, Jorn e Vandercam. 
La prima mostra personale è del 1954 alla galleria Sant'Andrea di Savona, in quello stesso anno ad Albissola si celebrano gli Incontri internazionali della Ceramica che rendono la città ligure il centro europeo dell'arte contemporanea. La sua pittura continua a mantenere forti richiami "nucleari" e sul finire degli anni '60 prende una strada più astrattista per poi approdare alla serie dei robot,  e sul finire degli anni '70 l'opera che lo ha più caratterizzato, gli Alberi. Intorno al 1960 mette su casa anche a Milano, senza abbandonare la sua Albisola, e partecipa da protagonista al vivace dibattito in corso nella città lombarda, legando il suo nome alla corrente Nuova Figurazione.

Alcune delle sue mostre più significative sono la Biennale di Venezia del 1986 e la quadriennale di Roma.
Nel 1985 FIAC a Parigi, 1976 Palazzo Grassi di Venezia, e 1973 Palazzo Reale a Milano.

È degli anni settanta il suo soggiorno parigino, che lo porta a vivere ancora intensi e significativi scambi culturali. Continuerà a lavorare dividendosi tra Albissola e Milano fino alla sua morte.

## Opere
- Nel Palacrociere di Savona è esposto un olio su tela - realizzato tra il 1975 e il 1976 - lungo 35 metri e alto 2
- Continuità ad Albissola Marina, mosaico - a colori - del "Lungomare degli artisti"
- L'albero e la sua ombra (1985) - Giardini di via Pallavicino a Milano, prima della recente ristrutturazione di questi ultimi)
- Concordia, con Agenore Fabbri (1986) - mosaico pavimentale di Piazza della Concordia ad Albissola Marina
- L'albero della solidarietà (1990) a Milano, presso lo Stadio di San Siro, via Achille n° 4
- L'albero della speranza (1991 - Sede CEE di Bruxelles)
- Il Volo di gabbiani in marmo  (1993 – all'esterno de La Rinascente a Milano)
- Il sole dentro di noi  (1994) all'interno de La Rinascente a Milano)
- Il volo di aquile in marmo bianco (Sagrato della nuova chiesa di Padre Pio a San Giovanni Rotondo su commissione di Renzo Piano)